# Milder Zwergknäueling
Der Milde Zwergknäueling (Panellus mitis) oder Milder Muschelseitling ist eine Pilzart aus der Gattung der Zwergknäuelinge (Panellus).

## Merkmale
Die rundlichen bis muschelförmigen Fruchtkörper des Milden Zwergknäuelings erscheinen gesellig oder in dachziegelartigen Rasen. Sie sind etwa 0,5–3 cm breit, jung weiß mit Rosaton, im Alter fleischbräunlich werdend und besitzen einen scharfen, feinfransigen Rand. Die Hutoberfläche ist matt bis seidig-glänzend, im feuchten Zustand fein radialrunzelig und hygrophan (fleckig heller werdend). Die Huthaut ist zäh, gummiartig und lässt sich abziehen. Die Lamellen sind weiß, werden im Alter blassocker, sie stehen gedrängt und sind gegen den Stiel scharf abgegrenzt, die Lamellenschneide lässt sich als gelatinöser Faden abziehen. Das Sporenpulver ist weiß. Der Stiel steht seitlich und kurz bis rudimentär, in der Oberfläche sind teilweise Rosa- oder Olivtöne zu erkennen. Das Fleisch riecht pilzartig und schmeckt mild.
Ähnlich sind Arten der Gattung Crepidotus (Stummelfüßchen), die allerdings anders gefärbtes (rosa bis ockerbraun) Sporenpulver haben und auf Laubholz wachsen. Der Herbe Zwergknäueling schmeckt adstringierend und hat keine abziehbare Huthaut, der ebenfalls auf Nadelholz vorkommende Violettblättrige Muschelseitling unterscheidet sich vom Milden Zwergknäueling durch die lilabraune Farbe.

## Ökologie
Der Milde Zwergknäueling ist ein saprobiontischer Holzbewohner (seltener auch Schwächeparasit), der im befallenen Holz eine Braunfäule verursacht. Die Art wächst auf Nadelholz, besonders auf Fichte, daneben auf Tanne, Kiefer und weiteren Nadelhölzern. Der Milde Zwergknäueling kann in allen Waldtypen vorkommen, in denen geeignetes Substrat zur Verfügung steht, er besiedelt bevorzugt kühle, niederschlagsreiche Gebiete. Die Fruchtkörper erscheinen hauptsächlich im Winterhalbjahr, vorwiegend von Oktober bis Ende März.

## Verbreitung
Der Milde Zwergknäueling ist in mediterranen bis zu den borealen Gebieten der Holarktis verbreitet, das Verbreitungsgebiet umfasst Nordamerika, Sibirien, Nordafrika und Europa, hier wurde er in von Südost- und Westeuropa nördlich bis zu den Hebriden, Island und Skandinavien, in Osteuropa bis Weißrussland und Estland nachgewiesen.

## Bedeutung
Der Milde Zwergknäueling ist als Speisepilz ungeeignet, als Holzzerstörer ist er nicht von forstwirtschaftlicher Bedeutung.

## Synonyme, Namen
Synonyme sind Pleurotus mitis und Urosporellina mitis. Der lateinische Artname mitis bedeutet „mild“ und nimmt wie der deutsche Artname Bezug auf die im Gegensatz zum Herben Zwergknäueling milden Geschmack der Fruchtkörper.